# Valaliky
Valaliky (in ungherese Kassamindszent) è un comune della Slovacchia facente parte del distretto di Košice-okolie, nella regione di Košice.